# Sacramento
Sacramento significa, para a grande maioria das confissões, denominações ou ministérios cristãos, como um sinal ou um gesto divino instituído por Jesus Cristo, cuja observância deve receber reverência por parte do fiel.

## Perspectiva católica
São sete os sacramentos adotados pela Igreja Católica: batismo, confirmação do batismo (crisma) , confissão dos pecados (ou sacramento da penitência, da reconciliação ou do perdão) , eucaristia, ordenação sacerdotal, matrimônio e unção dos enfermos. Para os católicos, os sacramentos são sinais nos quais, por meios sensíveis, a graça de Deus em Cristo é representada, selada e aplicada aos crentes, que, por sua vez, expressam a fé e obediência a Deus. Esses sinais são considerados muito importantes para a salvação de cada crente e marcam as várias fases de sua vida espiritual e religiosa.
Segundo o Compêndio do Catecismo da Igreja Católica, "os sacramentos são sinais eficazes da graça, instituídos por Cristo e confiados à Igreja, mediante os quais nos é concedida a vida divina"(n. 224). "Os sacramentos não apenas supõem a fé, como também, através das palavras e elementos rituais, a alimentam, fortificam e exprimem. Ao celebrá-los, a Igreja confessa a fé apostólica. Daí o adágio antigo: lex orandi, lex credendi, isto é, a Igreja crê no que reza" (n. 228).
O Espírito Santo prepara para a recepção dos sacramentos por meio da Palavra de Deus e da fé, que acolhe a Palavra nos corações bem dispostos. Então, os sacramentos fortalecem e exprimem a fé. O fruto da vida sacramental é, ao mesmo tempo, pessoal e eclesial. Por um lado, este fruto é, para cada crente, uma vida para Deus em Jesus; por outro, é para a Igreja o seu contínuo crescimento na caridade e na sua missão de testemunho.
Sacramentos, segundo a Igreja Católica, são gestos de Deus na vida de cada crente, expressando-se simbólica e espiritualmente, e assim são considerados:
- Sinais sagrados, porque exprimem uma realidade sagrada, espiritual;
- Sinais eficazes, porque, além de simbolizarem um certo efeito, produzem-no realmente;
- Sinais da graça, porque transmitem dons diversos da graça divina;
- Sinais da fé, não somente porque supõem a fé em quem os recebe, mas porque nutrem, robustecem e exprimem a sua fé;

## Perspectiva protestante
Sacramento é termo característico do ideário da Igreja Católica Apostólica Romana, de modo que algumas confissões protestantes não consideram correto empregá-lo, ou o fazem com reserva. Nas Igrejas protestantes históricas, são apenas dois os sacramentos: o Batismo e a Ceia do Senhor.
Martinho Lutero definiu sacramento como a situação em que um elemento (coisa material), através da palavra de Deus, transforma-se em outro. Em um sentido espiritual, não no sentido material, pois o vinho continua a ser vinho e o pão continua a ser pão. Pela promessa divina é atribuído um poder vinculado a essa matéria.

## Perspectiva evangélica
Nas igrejas do Cristianismo evangélico, aderindo à doutrina da Igreja de crentes, existem duas  ordenanças que são o batismo do crente (por imersão na água) e comunhão. Algumas denominações batistas e pentecostais também praticam lava-pés como uma terceira ordenança.

## Outras Igrejas
As Igrejas Ortodoxas tem muitos sacramentos, mas destacam sete deles. São quase os mesmos da Igreja Católica. Invés do Crisma, existe a "unção com crisma", de crianças pequenas e recém-batizadas.
O Exército de Salvação não pratica sacramentos. Mas não proíbe que seus membros recebam sacramentos em outras igrejas.
A Ciência Cristã pratica o sacramento em cultos especiais, mas só em forma espiritual, sem pão, vinho ou água.
A Comunidade de Cristo tem oito sacramentos.